# Royer Beach
Royer Beach Party was een jaarlijks dancefestival in het Noord-Limburgse Gruitrode. Het evenement werd voor het eerst georganiseerd in 1986 in het Cultureel Centrum van Gruitrode, met Felice als eerste diskjockey. Royer Beach - dat door de plaatselijke jeugdbeweging KSJ Roy georganiseerd wordt - zou in de jaren 90 en '00 uitgroeien tot een mega-fuif, met bezoekers uit alle windrichtingen. Tijdens de editie in 2008 telde het evenement 8000 bezoekers. De laatste editie vond plaats op zaterdag 3 juli 2010. Het evenement werd toen voor de vijfentwintigste keer georganiseerd. 
De KSJ organiseerde daarna in 2011 en 2012 "Electric Field", een 2-daags festival, volledig gericht op elektronische muziek.
Na de twee edities van “Electric Field” werd er in 2013 en 2014 nog tweemaal een Royer Beach Party georganiseerd. Hierna werd er overgeschakeld naar kleinere fuiven zoals de “Fuif in Roy” en “Out of Space”.
Op 9 juli 2022 wordt er ter gelegenheid van het 100-jarig bestaan van de organiserende jeugdbeweging KSA Roy (voormalig KSJ Roy) een eenmalige comeback van de Royer Beach Party georganiseerd.

## Artiesten op Royer Beach
- Buscemi & Squadra Bossa
- Cait Sith
- Cole
- Commonphase
- Danny Casseau
- Dexter W.
- Discobar Galaxie
- DWR
- Ed & Kim
- Felice
- Freres Deluxe
- Jan van Biesen
- Krullie
- Le Petit Belge
- Luc Mertens
- Mason
- Nina de Man ft. Nicolas Van Der Veken
- Paris Avenue
- Peter Van De Veire & Gerrit Kerremans
- Samtex
- Sven Ornelis
- Starski and Tonic
- Stoffel
- Tom De Groot
- Zaki